# Teodorico IV di Kleve
Teodorico IV anche detto Teodorico Nust; in lingua tedesca Dietrich IV./VI. (Kleve), auch: Dietrich Nust (1185 circa – 24 maggio 1260) fu conte di Kleve dal 1200 fino alla sua morte.

## Origine
Teodorico era figlio del conte di Kleve, Teodorico III, e della moglie, Margherita d'Olanda, che, secondo gli Annales Egmundani, era figlia del Conte d'Olanda, Fiorenzo III e della moglie, Ada di Scozia, che era figlia del potente re di Scozia, Enrico (Adam filiam Henrici prepotentis regis Scottorum), come ci conferma il capitolo nº 57a della Chronologia Johannes de Beke e sorella del re di Scozia, Malcolm (sororem Regis Scottorum nomine Ada), come ci confermano gli Annales Egmundani.

Secondo il documento n° 404 del Urkundenbuch für die Geschichte des Niederrheins, Volume 1, Teodorico era il figlio del conte di Kleve, Teodorico III e della moglie (come ci viene confermato dal documento n° 404 del Urkundenbuch für die Geschichte des Niederrheins, Volume 1, datato 1162, in cui Teodorico viene citato con la moglie, Adelaide (Theodericus comes in Cleue et Aleidis uxor mea)), Adelaide di Sulzbach(matre nostra comitissa Aleide), che era figlia del conte, Gerardo III di Sulzbach, come ci viene confermato dal documento n° 515 del Urkundenbuch für die Geschichte des Niederrheins, Volume 1, datato 1188 (defunctis patris eius comitis Geuehardi) e di Matilde di Baviera (vedova di Teopoldo di Vohburg), figlia del duca di Baviera, Enrico IX di Baviera, come ci conferma la Historia Welforum Weingartensis.

## Biografia
Di Teodorico si hanno poche notizie, comunque è documentato come conte di Kleve, tra il 1242 e il 1249.
Non si conosce l'anno esatto della morte di suo padre, Teodorico III; secondo una fonte incerta, Teodorico III fu tra i fondatori dell'Ordine Teutonico ad Acri; presumibilmente è morto in Terra santa, verso il 1198.

Gli succedette l'unico figlio, Teodorico, come Teodorico IV, sotto la tutela e reggenza dello zio, il fratello del padre, Arnoldo, che già dal 1191 (frater suus comes Arnoldus), lo affiancava nel governo della contea, e, che resse la contea per circa due anni.
Teodorico IV, dopo la morte, avvenuta nel 1203, del conte Teodorico VII d'Olanda, sostenne la cugina, Ada d'Olanda, contro lo zio, Guglielmo, che riuscì ad avere la meglio.
Nella controversia tedesca per il trono, nel 1214 divenne sostenitore dell'imperatore Federico II di Svevia che lo confermò in tutti i feudi.
Teodorico fu tra coloro che si opposero all'arcivescovo di Colonia, Engelberto I di Colonia, senza però essere stato coinvolto nel suo omicidio nel 1225.
Sostenne l'arcivescovo di Brema nella sua "crociata" contro i contadini di Stedinger, partecipando alla battaglia di Altenesch nel 1234.
Nel 1242, Teodorico IV, assieme al figlio primogenito, Teodorico (Theodericus comes Clivensis et Theodericus filius noster primogenitus), garantì lo stato di città a Kleve, come ci viene confermato dal documento n° 265 del Urkundenbuch für die Geschichte des Niederrheins, Volume 2.
Nel 1247, Teodorico sostenne il re Guglielmo II d'Olanda, che gli confermò tutti i feudi imperiali, nella lotta contro la casa degli Hohenstaufen (Svevi), per l'elezione a re dei Romani.

In quello stesso anno, Teodorico IV (Theodericus comes Clivensis) assieme ai figli, Teodorico e Teodorico Luf (Nostri etiam filii Theodericus et Theodericus), si schierò a favore dell'arcivescovo di Colonia, Konrad von Hochstaden, come ci viene confermato dal documento n° 311 del Urkundenbuch für die Geschichte des Niederrheins, Volume 2.
Teodorico intervenne nella guerra delle Fiandre contro la Casa dei Dampierre nel 1248, partecipando a diverse battaglie.
Nel 1249, Teodorico (Theodericus comes Clivensis) fece una donazione assieme ai figli, Teodorico e Teodorico Luf (filii nostri et consentienti Theodericus senior et Theodericus Lȯf), ed Eberardo (Everardus miles filius noster), come ci viene confermato dal documento n° 356 del Urkundenbuch für die Geschichte des Niederrheins, Volume 2.
Dopo che, Teodorico, il figlio primogenito di primo letto, era morto, nel 1245, il conte Teodorico IV, dopo il 1255, divise il governo tra i suoi figli di secondo letto, Teodorico e Teodorico Luf.
Teodorico IV morì il 24 maggio 1260, e, nella contea di Kleve, gli succedette il figlio primogenito di secondo letto, Teodorico, come ci viene confermato dal documento n° 492 del Urkundenbuch für die Geschichte des Niederrheins, Volume 2, datato giugno 1260.

## Matrimoni e discendenza
Verso il 1210, Teodorico aveva sposato Matilde di Dinslaken, erede della contea di Dinslaken, che morì verso il 1224.

Teodorico IV dalla moglie, Matilde, ebbe due figli:
- Teodorico[8] (1215 - 1245), conte di Dinslaken
- Margherita († 1251), che sposò il conte di Gheldria e conte di Zutphen e anche Conte reggente d'Olanda e di Zelanda, Ottone II[14].

Dopo essere rimasto vedovo, nel 1226, Teodorico IV, aveva sposato Edvige di Meißen, che secondo la Genealogica Wettinensis, era figlia del margravio di Meißen e vescovo di Merseburg, Teodorico I e della moglie, Jutta di Turingia, figlia del langravio Ermanno I di Turingia e di Sofia di Sommerschenburg; Edvige morì all'inizio del 1249, in quanto, nel documento n° 356 del Urkundenbuch für die Geschichte des Niederrheins, Volume 2, Teodorico IV la ricorda ai figli, entrambi di nome Teodorico come dormiente (Theodericus senior et Theodericus Lȯf, quorum mater requiescit). 

Teodorico III dalla moglie, Edvige, ebbe cinque figli:
- Teodorico[9] (1226 - 1275), conte di Kleve[11];
- Teodorico Luf[9] (1228 - 1277), signore di Dinslaken, detto di Luf (Theodericus dictus Luf), come da documento n° 356 del Urkundenbuch für die Geschichte des Niederrheins, Volume 2[16];
- Giuditta († dopo il 1265), che aveva sposato il Duca di Limburgo e Conte di Arlon, Valerano IV di Limburgo[17];
- Agnese (†  1285), che aveva sposato, prima Bernardo IV di Lippe, e poi Rodolfo II di Diepholz;
- Eberardo († dopo il 1275), che potrebbe anche essere illegittimo, in quanto nel documento n° 356 del Urkundenbuch für die Geschichte des Niederrheins, Volume 2, Teodorico IV lo ricorda, senza accostarlo alla sua seconda moglie (Everardus miles filius noster)[10].

## Ascendenza
|                               |                              |                                | Genitori                                  |  |  | Nonni |  |  | Bisnonni                  |  |  | Trisnonni                   |  |
|                               |                              |                                |                                           |  |  |       |  |  | Arnoldo I, conte di Kleve |  |  | Teodorico I, conte di Kleve |  |
|                               |                              |                                |                                           |  |  |       |  |  | Arnoldo I, conte di Kleve |  |  | Teodorico I, conte di Kleve |  |
|                               |                              | …                              |                                           |  |  |       |  |  | Arnoldo I, conte di Kleve |  |  |                             |  |
| Teodorico II, conte di Kleve  |                              |                                |                                           |  |  |       |  |  | Arnoldo I, conte di Kleve |  |  |                             |  |
|                               |                              | Ida di Lovanio                 | Goffredo I, conte di Lovanio              |  |  |       |  |  |                           |  |  |                             |  |
|                               |                              | Ida di Lovanio                 | Goffredo I, conte di Lovanio              |  |  |       |  |  |                           |  |  |                             |  |
|                               |                              | Ida di Lovanio                 | Ida di Chiny                              |  |  |       |  |  |                           |  |  |                             |  |
| Teodorico III, conte di Kleve |                              | Ida di Lovanio                 |                                           |  |  |       |  |  |                           |  |  |                             |  |
|                               |                              | Gerardo III, conte di Sulzbach | Berengario II, conte di Sulzbach          |  |  |       |  |  |                           |  |  |                             |  |
|                               |                              | Gerardo III, conte di Sulzbach | Berengario II, conte di Sulzbach          |  |  |       |  |  |                           |  |  |                             |  |
|                               |                              | Gerardo III, conte di Sulzbach | Adelaide di Dießen-Wolfratshausen         |  |  |       |  |  |                           |  |  |                             |  |
| Adelaide di Sulzbach          |                              | Gerardo III, conte di Sulzbach |                                           |  |  |       |  |  |                           |  |  |                             |  |
|                               |                              | Matilde di Baviera             | Enrico IX, duca di Baviera                |  |  |       |  |  |                           |  |  |                             |  |
|                               |                              | Matilde di Baviera             | Enrico IX, duca di Baviera                |  |  |       |  |  |                           |  |  |                             |  |
|                               |                              | Matilde di Baviera             | Wulfhilde di Sassonia                     |  |  |       |  |  |                           |  |  |                             |  |
| Teodorico IV, conte di Kleve  |                              | Matilde di Baviera             |                                           |  |  |       |  |  |                           |  |  |                             |  |
|                               | Teodorico VI, conte d'Olanda | Fiorenzo II, conte d'Olanda    |                                           |  |  |       |  |  |                           |  |  |                             |  |
|                               | Teodorico VI, conte d'Olanda | Fiorenzo II, conte d'Olanda    |                                           |  |  |       |  |  |                           |  |  |                             |  |
|                               | Teodorico VI, conte d'Olanda | Petronilla di Lorena           |                                           |  |  |       |  |  |                           |  |  |                             |  |
| Fiorenzo III, conte d'Olanda  | Teodorico VI, conte d'Olanda |                                |                                           |  |  |       |  |  |                           |  |  |                             |  |
|                               |                              | Sofia di Rheineck              | Ottone I di Salm, conte palatino del Reno |  |  |       |  |  |                           |  |  |                             |  |
|                               |                              | Sofia di Rheineck              | Ottone I di Salm, conte palatino del Reno |  |  |       |  |  |                           |  |  |                             |  |
|                               |                              | Sofia di Rheineck              | Gertrude di Northeim                      |  |  |       |  |  |                           |  |  |                             |  |
| Margherita d'Olanda           |                              | Sofia di Rheineck              |                                           |  |  |       |  |  |                           |  |  |                             |  |
|                               |                              | Enrico di Scozia               | Davide I, re di Scozia                    |  |  |       |  |  |                           |  |  |                             |  |
|                               |                              | Enrico di Scozia               | Davide I, re di Scozia                    |  |  |       |  |  |                           |  |  |                             |  |
|                               |                              | Enrico di Scozia               | Maud di Northumbria                       |  |  |       |  |  |                           |  |  |                             |  |
| Ada di Scozia                 |                              | Enrico di Scozia               |                                           |  |  |       |  |  |                           |  |  |                             |  |
|                               |                              | Ada de Warenne                 | Guglielmo di Warenne, II conte di Surrey  |  |  |       |  |  |                           |  |  |                             |  |
|                               |                              | Ada de Warenne                 | Guglielmo di Warenne, II conte di Surrey  |  |  |       |  |  |                           |  |  |                             |  |
|                               |                              | Ada de Warenne                 | Elisabetta di Vermandois                  |  |  |       |  |  |                           |  |  |                             |  |
|                               |                              | Ada de Warenne                 |                                           |  |  |       |  |  |                           |  |  |                             |  |